# Creagrutus lepidus
Creagrutus lepidus es una especie de pez de la familia Characidae en el orden de los Characiformes.

## Morfología
Los machos pueden llegar alcanzar los 4,7 cm de longitud total.
- Número de  vértebras: 34-35.[1]

## Hábitat
Vive en zonas de clima tropical entre 25 °C - 39 °C de temperatura.

## Distribución geográfica
Se encuentran en Sudamérica:  cuencas de los ríos  Aroa y  Urama (Venezuela ).